# راجيشواري شاترجي
راجيشواري شاترجي (بالهندية: राजेश्वरी चटर्जी) (ولدت في 24 يناير 1922 - توفيت في 3 سبتمبر 2010)  هي عالمة وأكاديمية هندية. وأول سيدة مهندسة في ولاية كارناتاكا. خلال فترة عملها في المعهد الهندي للعلوم (IISc) في بنغالور، كانت تشاترجي أستاذة ورئيسة قسم هندسة الاتصالات الكهربائية لاحقًا.
ولدت تشاترجي في عام 1922 في ولاية كارناتاكا. تابعت تعليمها الابتدائي في «مدرسة إنجليزية خاصة» أسستها جدتها. تم قبولها في الكلية المركزية في بنغالور حيث حصلت على درجة البكالوريوس (مع مرتبة الشرف) ودرجة الماجستير في الرياضيات. في كلا هذين الاختبارين ، احتلت المرتبة الأولى في جامعة ميسور . حصلت على جائزة مومي كريشناراجا ووديار وجائزة MT Narayana Iyengar وجائزة والترز التذكارية على التوالي لعروضها في امتحانات البكالوريوس والماجستير. [بحاجة لمصدر]
في عام 1943 ، بعد حصولها على درجة الماجستير ، التحقت بالمعهد الهندي للعلوم (IISc) في بنغالور وتابعت دراستها فيه كطالبة أبحاث في قسم التكنولوجيا الكهربائية في ذلك الوقت في مجال الاتصالات. [بحاجة لمصدر]

## الجوائز
- جائزة Madiadi Krishnaraja Wodeyar للمركز الأول في البكالوريوس (مع مرتبة الشرف)
- جائزة MT Narayana Iyengar وجائزة Waters Me- morial للفئة الأولى في ماجستير العلوم.
- جائزة Mountbatten لأفضل ورقة من معهد الهندسة الكهربائية والإذاعية (المملكة المتحدة)
- جائزة جي سي بوس ميموريال لأفضل ورقة بحثية من معهد المهندسين
- جائزة Ramlal Wadhwa لأفضل أعمال البحث والتدريس من معهد مهندسي الإلكترونيات والاتصالات.